# Batarija
Batarija, även Batarijaspelplanen (kroatiska: Igralište Batarija) eller Batarijastadion (Stadion Batarija), är en fotbollsplan i Trogir i Kroatien. Batarijaspelplanen är hemmaplan för det lokala fotbollslaget HNK Trogir och har kapacitet för 1 000 personer. Den anses vara unik på grund av sitt läge mellan de två medeltida försvarsverken Kamerlengoborgen och Sankt Markus torn i den nordvästra delen av Trogirs världsarvslistade historiska stadskärna.